# Mihai Timu
Mihai Timu (n. 9 mai 1922, Piatra-Neamț, Neamț, România – d. 5 august 1968) a fost un călăreț român. A fost component al echipei Steaua București. Timu a câștigat mai multe campionate naționale de călărie. În 1952 a participat la Jocurile Olimpice de la Helsinki.
A avut gradul de căpitan în Ministerul Apărării Naționale.

## Distincții
- Medalia Muncii (19 noiembrie 1952) pentru rezultatele obținute la Jocurile Olimpice de vară de la Helsinski[5]

## Vezi și
- România la Jocurile Olimpice de vară din 1952